# Классика Мэриленда
Классика Мэриленда (англ. Maryland Cycling Classic) — шоссейная однодневная велогонка, проходящая по территории США с 2022 года.

## История
Проект гонки был представлен в 2019 году. Она сразу вошла в календарь только что созданной ПроСерии UCI, а её дебют был запланирован на 6 сентября 2020 года.
Но из-за пандемии COVID-19 гонка была отменена сначала в 2020 году, а затем и 2021 году. В итоге дебютное издание гонки состоялось только в 2022 году, после которой её организаторы заявили о желании организовать со следующего года и женскую версию.
После прекращения проведения в 2020 году входившей в Мировой тур UCI многодневки Тур Калифорнии и в 2022 году входившей в ПроСерию UCI многодневки Тур Юты, стала крупнейшей шоссейной велогонкой в США.
В 2024 году после обрушения моста Фрэнсиса Скотта Ки в марте, сильно повлиявшего на движение в районе Балтимора, и последующих консультаций с заинтересованными сторонами гонка была отменена.
В январе 2025 года было объявлено о создании одноимённой женской гонки.
Гонка проводится в начале сентября в преддверии Дня труда за несколько дней до двух канадских гонок Мирового тура UCI — Гран-при Квебека и Гран-при Монреаля, что позволяет рассматривать её в качестве подготовки к этим двум канадским гонкам. За день до неё проходит благотворительный заезд Bridges of Hope Ride который предоставляет любителям велоспорта возможность проехать участки трассы и одновременно собирая средства для Детского фонда UnitedHealthcare (UHCCF).

### Маршрут

Слева от бейсбольного стадиона расположена (вертикально) West Pratt Street переходящая в East Pratt Street

Гонка стартует в Спарксе, невключённой территории в округе Балтимор примерно в 30 километрах к северу от города Балтимор, у штаб-квартиры Kelly Benefits. После старта дистанция по холмистой местности направляется на север к южной границе штата Пенсильвания, затем поворачивает на юг, делает круг вокруг водохранилища Prettyboy Reservoir, далее проходит через городок Хампстед и достигает Балтимора.
В Балтиморе располагается финальный круг протяженностью 12 км с 19 поворотами и набором высоты 71 м, маршрут которого проходит по районам Little Italy, Fells Point, Old Town, Mount Vernon, Greenmount West, преодолеваемый 4 раза. Последние 3 км представляют собой преимущественно спуск вниз. Финиш раполагается на East Pratt Street во Внутренней гавани реки Патапско.
Протяжённость дистанции составляет почти 200 км.

## Призёры
| Год  | Победитель        | Второй            | Третий          |          |
| ---- | ----------------- | ----------------- | --------------- | -------- |
| 2022 | Сеп Ванмарке      | Николас Жуковский | Нильсон Паулесс |          |
| 2023 | Маттиас Скельмосе | Нильсон Паулесс   | Юго Уль         |          |
| 2024 | отменено          | отменено          | отменено        | отменено |
| 2025 |                   |                   |                 |          |